# José Trinidad Alamillo
José Trinidad Alamillo (Villa de Álvarez, 9 de junio de 1847 - Guadalajara, 16 de octubre de 1937) fue un político, periodista y impresor mexicano y gobernador de Colima. Nació en Almoloyan, hoy Villa de Álvarez. Fue director del diario La Gaceta de Guadalajara, que circulaba en Jalisco, Colima y Michoacán. Por 17 publicó además el semanario La Gaceta para después dirigir el periódico oficial del Estado de Colima. Fue durante el Porfiriato, diputado Federal por varias legislaturas por Chihuahua, Estado de México y Zacatecas. En su estado natal, fue Regidor del Ayuntamiento de Colima; Prefecto político del distrito del Centro de Colima de 1887 a 1893, así como diputado local en la XI Legislatura del Congreso del Estado de Colima y en la XII Legislatura del Congreso del Estado de Colima. Fue prefecto político de la Ciudad de Guadalajara en 1900. En 1910, siendo diputado porfirista, la Convención Electoral Colimense postuló su candidatura para gobernador del Estado. A pesar de esto, Porfirio Díaz favoreció la reelección de Enrique O. de la Madrid. Con la victoria del maderismo, cuando era presidente de la Comisión Electoral Colimense y gobernador del Estado el licenciado Miguel García Topete, ganó las elecciones a gobernador del estado derrotando al maestro Gregorio Torres Quintero el 30 de julio de 1911.
Como gebernador, fue gobernador de Colima considerado progresista, persiguió los vicios y el bandolerismo. Estimuló la siembra de frutales, el cultivo de la palma de coco y su industrialización en el Estado logrando la llegada de población y Capital extranjero a Colima. Designó como Director de Educación al Maestro Abraham Castellanos, expidiendo una nueva Ley de Educación; fundó una Biblioteca, un observatorio y una estación Sismológica; mejoró la imprenta Oficial, el servicio de Agua Potable y los Jardines. Inauguró la Exposición Costeña de Colima el 1 de marzo de 1913. Tras el asesinato de Francisco I. Madero, reconoció a Victoriano Huerta aunque se vio forzada a dejarla luego de haber reprimido con violencia a la Conspiración Antialamillista.
Protegido por Huerta, dejó el Estado y partió a la Ciudad de México, donde permaneció varios meses esperando regresar a Colima, lo que nunca se dio porque no contaba con el apoyo del ministro de gobernación. Partió a Guadalajara y se unió a la lucha armada contra Huerta. En 1914, en Michoacán, fue nombrado general en jefe de la Brigada Alamillo, formada por antiguos miembros maderistas y un pequeño grupo de partidarios colimenses. A mediados de ese año, incorporó su Brigada a las fuerzas de Jacinto Cortina en Sayula, Jalisco. El 1 de julio se entrevistó con el general Álvaro Obregón en Ahualulco, Jalisco, quien lo incorporó a la brigada del general Juan G. Cabral, con quien tomó Guadalajara el 8 de julio y unos días más tarde la ciudad de Colima. Conocido por su oportunismo, fue aprehendido por las fuerzas obregonistas. Fue remitido a la prisión de Guadalajara, donde escribió el folleto intitulado ¡Justicia! y de la que salió libre gracias a la ayuda de Roque Estrada y Manuel M. Diéguez. Cuando las fuerzas de Francisco Villa tomaron Guadalajara, intentó unirse a sus fuerzas sin éxito.
Con nula esperanza de recuperar el gobierno del estado, partió a Estados Unidos en 1916. Ya radicado en Guadalajara en 1932, publicó el Proyecto para reconstruir o mejorar las condiciones del estado de Colima, un estudio para la siembra de 10 millones de palmeras y desecar la Laguna de Cuyutlán. Aunque este proyecto no se realizó, Alamillo contribuyó a la siembra de la palma de coco en Colima.